# 圣旺德蓬舍伊
圣旺德蓬舍伊（法語：Saint-Ouen-de-Pontcheuil，法語發音：[sɛ̃.t‿wɛ̃ də pɔ̃ʃœj]）是法国厄尔省的一个市镇，属于贝尔奈区。

## 地理
圣旺德蓬舍伊（49°14'9"N, 0°57'10"E）面积1.17 平方千米，位于法国诺曼底大区厄尔省，该省份为法国北部内陆省份，北起滨海塞纳省，西接奧恩省和卡爾瓦多斯省，南至厄尔-卢瓦省，东临瓦兹省、瓦兹河谷省和伊夫林省。
与圣旺德蓬舍伊接壤的市镇（或旧市镇、城区）包括：勒蒂德卢瓦松、圣皮埃尔德弗勒尔、勒贝克托马、富克维尔、昂夫勒维尔-圣阿芒。

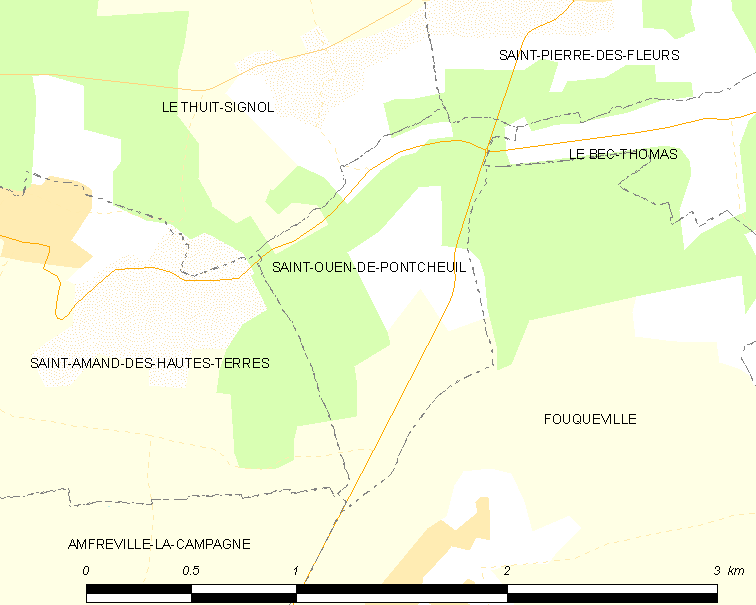
圣旺德蓬舍伊的OSM定位图

圣旺德蓬舍伊的时区为UTC+01:00、UTC+02:00（夏令时）。

## 行政
圣旺德蓬舍伊的邮政编码为27370，INSEE市镇编码为27579。

## 政治
圣旺德蓬舍伊所属的省级选区为大布特鲁尔德县。

## 人口

1962-2008年间圣旺德蓬舍伊人口变化图示

圣旺德蓬舍伊于2022年1月1日时的人口数量为101人。